# Berner Fachhochschule
Die Berner Fachhochschule (BFH; französisch Haute école spécialisée bernoise HESB, englisch Bern University of Applied Sciences BUAS) ist eine anwendungsorientierte Hochschule, die 1997 gegründet wurde. Sie besteht aus sieben Departementen sowie der Eidg. Hochschule für Sport Magglingen EHSM, die der BFH angegliedert ist.

## Standorte
Derzeit ist die BFH auf 26 Standorte in den Städten Bern, Biel, Burgdorf, Magglingen und Zollikofen verteilt. 2012 beschloss der Grosse Rat des Kantons Bern die Departemente Architektur, Holz und Bau sowie Technik und Informatik in einem Campus in Biel zu konzentrieren. Der Baustart des Campus Biel/Bienne ist für 2024 geplant, mit 3 Jahren Bauzeit wird gerechnet.
Eine Konzentration der Departemente Gesundheit, Soziale Arbeit, Wirtschaft und der Hochschule der Künste Bern in einem gemeinsamen Campus in Bern ist ebenfalls vorgesehen. Geplant ist dieser neue Campus in Weyermannshaus.

## Departemente
Zu den Departementen der Berner Fachhochschule zählen:
- Berner Fachhochschule, Departement Architektur, Holz und Bau mit angegliederter Höheren Fachschule Holz
- Berner Fachhochschule, Departement Gesundheit
- Hochschule für Agrar-, Forst- und Lebensmittelwissenschaften
- Hochschule der Künste Bern
- Berner Fachhochschule, Departement Soziale Arbeit
- Berner Fachhochschule, Departement Technik und Informatik
- Berner Fachhochschule, Departement Wirtschaft
- Eidgenössische Hochschule für Sport Magglingen (EHSM)

Neben Bachelor- und Masterstudiengängen bietet die BFH Weiterbildungen, angewandte Forschung und Entwicklung sowie Dienstleistungen an.
Die Studiengänge Sport, Agronomie, Waldwissenschaften, Holztechnik, Automobiltechnik, Ernährung und Diätetik sowie Literarisches Schreiben und Medizininformatik sind in der Deutschschweiz oder sogar schweizweit einzigartig.

## Entwicklung der Studierendenzahlen
Die folgende Tabelle zeigt die Entwicklung der Studierendenzahlen an der Berner Fachhochschule seit ihrer Gründung 1997.
| Jahr 1 | Bachelorstudium | Masterstudium | Diplomstudiengänge 2 | Weiterbildung 3 | Gesamt |
| ------ | --------------- | ------------- | -------------------- | --------------- | ------ |
| 1997   |                 |               |                      |                 | 800    |
| 2000   |                 |               |                      |                 | 4'190  |
| 2005   |                 |               | 3'893                | 940             | 4'831  |
| 2006   |                 |               | 4'255                | 868             | 5'123  |
| 2007   | 3'454           | 62            | 256                  | 557             | 4'952  |
| 2008   | 3'944           | 372           | 20                   | 479             | 4'935  |
| 2009   | 4'385           | 663           | 32                   | 593             | 5'673  |
| 2010   | 4'734           | 883           | 5                    | 715             | 6'337  |
| 2011   | 4'938           | 975           | 0                    | 506             | 6'419  |
| 2012   | 5'127           | 1'100         | 0                    | 497             | 6'724  |
| 2013   | 5'284           | 1'090         | 0                    | 401             | 6'775  |
| 2014   | 5'477           | 1'121         | 0                    | 559             | 7'157  |
| 2015   | 5'528           | 1'136         | 0                    | 151             | 6'851  |
| 2016   | 5'609           | 1'255         | 0                    | 179             | 7'043  |
| 2017   | 5'642           | 1'249         | 0                    | 203             | 7094   |
| 2018   | 5'689           | 1'281         | 0                    | 220             | 7'190  |
| 2019   | 5'603           | 1'376         | 0                    | 209             | 7'188  |

2 Studiengänge vor der Bologna-Reform (Bachelor- / Masterstudiengänge)
3 Nur MAS-/EMBA-Studierende (ohne CAS-/DAS-Studierende). Ab 2014 werden in den Tätigkeitsberichten der BFH auch nicht-immatrikulierte MAS-/EMBA-Studierende in der Statistik ausgewiesen.